# Macatia

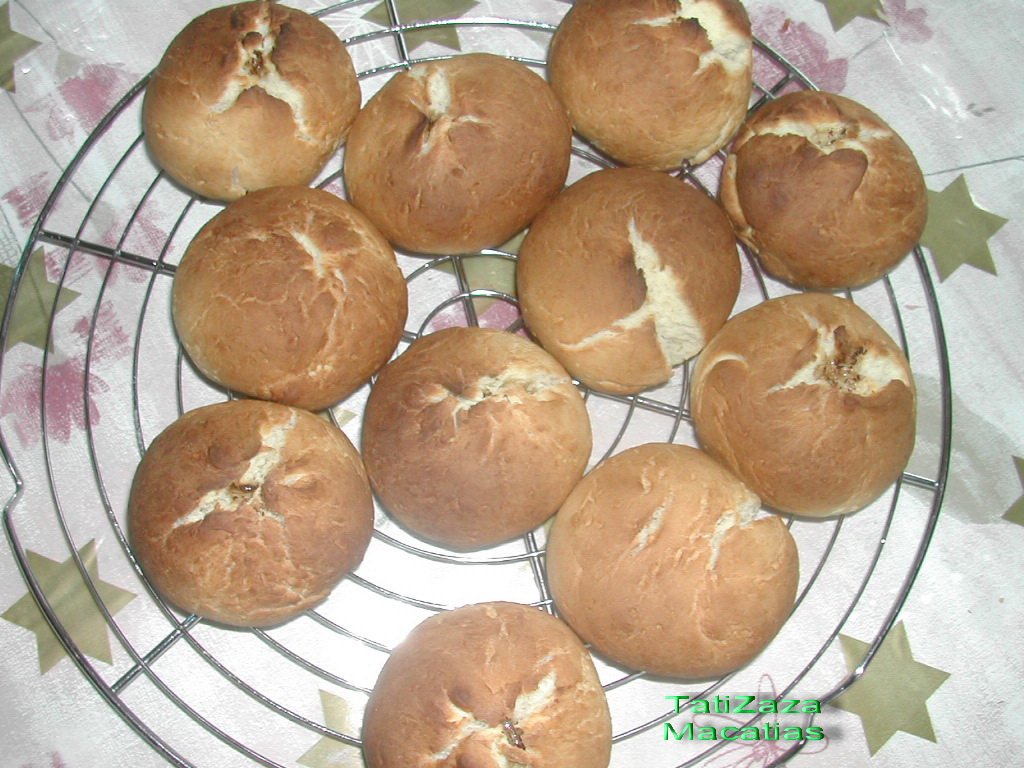
Macatias

Un macatia est un petit pain sucré typique populaire dans plusieurs îles de l’océan indien : La Réunion, l’Île Maurice, Madagascar et les Comores. Il se présente sous la forme d'une petite boule compacte que l'on peut consommer avec divers aliments, comme il est d'usage avec le pain. Il ressemble à une brioche.
Son nom serait entré dans le créole réunionnais et le français de La Réunion par le swahili mkate, signifiant pain,.  Selon l'historien local Prosper Ève, le macatia était le pain des esclaves lorsque l'on pratiquait encore l'esclavage à Bourbon. Dans ce contexte, selon lui, « ne plus consommer des macatias ou de la morue salée, c'est tourner le dos à des habitudes de l'époque », ce qu'il trouve regrettable, car le legs de cette période comprendrait aussi le respect des plus âgés, des parents, des faibles.
Le macatia fait partie de la cuisine réunionnaise et est un des symboles de l'identité réunionnaise. 
Le macatia est vendu dans toutes les bonnes boulangeries de La Réunion, ainsi que dans certaines grandes surfaces au rayon boulangerie. Il peut être nature, aux pépites de chocolat et parfois même à la confiture.   
Il constitue un élément central de nombreuses intrigues de la bande dessinée Tiburce, de Téhem : le héros, un petit garçon créole, en est particulièrement friand.